# Har Giborim
Har Giborim (hebrejsky: הר גבורים) je hora o nadmořské výšce cca 400 metrů v severním Izraeli, v pohoří Gilboa.
Leží v severní části pohoří Gilboa, cca 13 kilometrů západně od města Bejt Še'an a 2 kilometry východně od obce Gan Ner. Má podobu výrazného návrší s převážně odlesněnou vrcholovou partií ale hustě zalesněnými východními svahy. Severně od vrcholku vede lokální silnice 667. Západním směrem terén klesá do zemědělsky využívaného Jizre'elského údolí, kam stéká vádí Nachal Gilboa. Na severozápadních svazích hory leží výšina Ma'ale Nurit, ze které vychází z severu vádí Nachal Nurit. Na východ odtud stojí sousední vrchol Giv'at Chochit, na severovýchodní straně je to vrch Har Ša'ul. Po jižních svazích hory vede izraelská bezpečnostní bariéra, která od počátku 21. století odděluje přilehlý Západní břeh Jordánu, kde leží palestinská vesnice Arabuna. Jejím směrem stéká vádí Nachal Chochit.